# Menophra decorata
Menophra decorata là một loài bướm đêm trong họ Geometridae.